# Skol (luna)
Skol je retrogradni naravni satelit Saturna iz Nordijske skupine.

## Odkritje in imenovanje
Luno Skol so odkrili  Scott S. Sheppard, David C. Jewitt in Jan Kleyna 26. junija leta 2006 na posnetkih, ki so jih naredili med 5. januarjem in 30. aprilom v letu 2006 .  Njeno začasno ime je bilo S/2006 S 8. Uradno ime je dobila leta 2007  po volčjem velikanu Skölu  iz nordijske mitologije